# Перелесок (Архангельская область)
Перелесок — деревня в Холмогорском районе Архангельской области.

## География
Находится в центральной части Архангельской области на расстоянии приблизительно 75 км на юг-юго-восток по прямой от районного центра села Холмогоры на правобережье реки Северная Двина.

## История
Была отмечена уже только в 1939 году в составе Пиньгишенского сельсовета Емецкого района. В деревне работали колхоз «Красный пахарь» и совхоз «Хаврогорский». До 2022 года входила в Хаврогорское сельское поселение до его упразднения.

## Население
Численность населения: 0 человек в 2002 году, 1 в 2010.